# Helen (attrice)
Helen Ann Richardson Khan, nota solo come Helen (Yangon, 21 novembre 1938), è un'attrice e danzatrice indiana.
Ha preso parte a oltre 500 film dal 1945 al 2015.

## Premi e riconoscimenti
- Padma Shri (2009)
- Filmfare Awards
  - "Best Supporting Actress" – Lahu Ke Do Rang (1980)
  - "Filmfare Lifetime Achievement Award" (1999)

## Filmografia parziale
- Caravan, regia di Nasir Hussein (1971)
- Madhosh, regia di Desh Gautam (1974)
- Sholay, regia di Ramesh Sippy (1975)
- Don, regia di Chandra Barot (1978)
- Khamoshi: The Musical, regia di Sanjay Leela Bhansali (1996)
- Mohabbatein, regia di Aditya Chopra (2000)